# Jérémie Bréchet
Pour les articles homonymes, voir Bréchet (homonymie).
Jérémie Bréchet, né le 14 août 1979 à Lyon, est un ancien footballeur international français. Il est actuellement entraîneur adjoint du LOSC.
Jérémie Bréchet, champion de France avec l'Olympique lyonnais en 2002 et 2003, voit son ascension dans la hiérarchie des latéraux français stoppée par des passages ratés à l’Inter Milan puis à la Real Sociedad. Arrivé au FC Sochaux en 2006, il parvient à s’offrir une deuxième carrière en tant que défenseur central.

## Biographie
Formé à l'Olympique lyonnais avec lequel il remporte le championnat des Centres de formation en 1998, il y découvre la Ligue 1 et s'y impose en tant que défenseur latéral gauche. Il participe à la montée en puissance du club, jusqu'à être sélectionné en équipe de France par Roger Lemerre à l'été 2001 pour disputer la Coupe des confédérations. Il remporte la compétition, durant laquelle il connaît sa première sélection, contre l'Australie (défaite 1-0).
Il connaît sa 3° et dernière sélection en 2002, pour le dernier match de la saison, contre la Yougoslavie. Il sort en début de match sur blessure.
Double champion de France avec l'Olympique lyonnais (2002 et 2003) aux côtés, entre autres, de Juninho, Sonny Anderson ou Grégory Coupet, il cède aux sirènes italiennes et débarque à l'été 2003 à l'Inter Milan. Un changement d'entraîneur et une vilaine blessure ayant raison de son temps de jeu, il quitte le club l'été suivant et rejoint l'emblématique entraîneur nantais Raynald Denoueix à la Real Sociedad. Sa blessure récurrente et le limogeage précoce de Denoueix ont à nouveau raison de ses performances. 

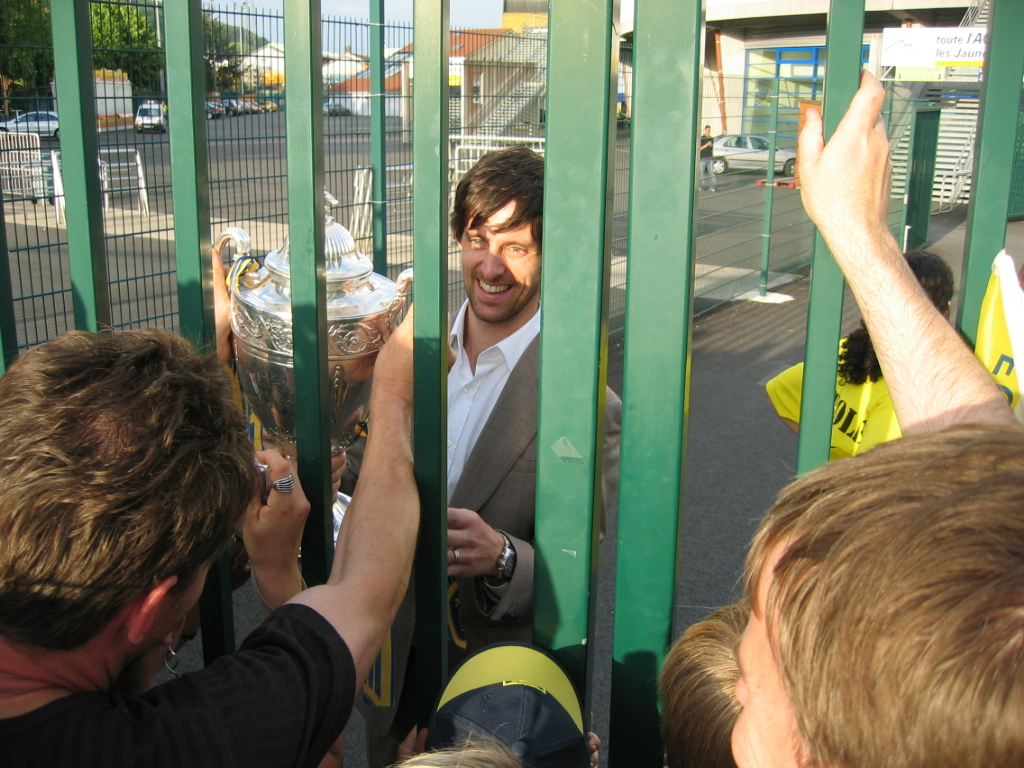
Jérémie Bréchet présentant la Coupe de France, le 13 mai 2007.

Après 19 matchs joués en 2 saisons, le joueur alors âgé de 27 ans répond favorablement à l'appel de l'entraîneur Alain Perrin et du président Jean-Claude Plessis qui lui proposent de se relancer avec le FC Sochaux. Replacé en défense centrale, son impact sur l'équipe sochalienne, tant sur le terrain que dans le vestiaire, devient rapidement considérable, au point que l'ancien lyonnais devient capitaine, aux dépens de Mickaël Isabey et de Romain Pitau, au bout de trois matchs. C'est avec ce brassard qu'il soulève le 12 mai 2007 la deuxième Coupe de France de l'histoire du FC Sochaux (après celle remportée en 1937), en dépit d'un tir au but manqué face à Cédric Carrasso. 
Lors de son passage sous les couleurs du FC Sochaux, il fait régulièrement partie de la pré-sélection de Raymond Domenech pour les matches de l'équipe de France, sans pour autant intégrer les sélections définitives.
Malgré une nouvelle saison 2007-2008 gangrénée par les blessures, il contribue à maintenir le club franc-comtois dans l'élite sous les ordres de Francis Gillot, après un début catastrophique amorcé avec Frédéric Hantz. En fin de contrat, il fait le choix de rejoindre le club néerlandais du PSV Eindhoven, et ce malgré les tentatives du nouveau président sochalien Alexandre Lacombe et de son entraîneur de lui faire signer un nouveau contrat.
Le 23 juin 2009, différentes sources officielles font état du retour de Jérémie Bréchet au FC Sochaux, pour 3 ans. Ce retour après seulement une année passée au PSV Eindhoven fait suite aux problèmes d'acclimatation de sa famille à la vie néerlandaise. Il signe officiellement le lendemain, se refusant lors du point presse à être considéré comme « le messie » pour des supporters auprès de qui ce retour fait une quasi-unanimité. Il redevient rapidement le chef de file d'une défense qui alterne le bon et le moins bon : Bréchet et les siens encaissent ainsi 5 buts à domicile contre Valenciennes avant d'aller s'imposer 2-0 un mois plus tard sur la pelouse du leader lyonnais invaincu jusque-là, lors d'un match dédié à l'attaquant sochalien Charlie Davies, gravement accidenté de la route quelques jours plus tôt aux États-Unis. En 2010, il est nommé à l'élection du Ballon d'eau Fraîche, trophée remis par le site internet Les Cahiers du Football, au joueur de ligue 1 représentant le mieux l'esprit sportif.
Souvent blessé lors de la saison 2011-2012, Bréchet refuse de prolonger un éventuel contrat et souhaite quitter Sochaux.
Le 9 août 2012, Bréchet signe un contrat d'un an en faveur de l'ES Troyes AC. Après des apparitions en début de saison il se blesse à nouveau.
Le 18 juin 2013, l'ESTAC annonce le départ de Jeremie Bréchet. Il signe un contrat de deux ans au FC Girondins de Bordeaux le 26 juin 2013.
Avant la fin du mercato d'été, il signe un contrat au Gazélec Football Club Ajaccio pour une année. Lors de la 8e journée de Ligue 2, il marque son premier but sous ses nouvelles couleurs pour sa 3e titularisation, offrant la victoire face à Orléans (1-0), le Gazélec est alors 5e de Ligue 2. Au cours de la 32e journée, il ouvre le score face au FC Sochaux (victoire 3-0) et permet au "Gaz" de consolider sa seconde place au championnat.
Le 8 mai 2018, il annonce qu'il mettra un terme à sa carrière à la fin de la saison.
Jérémie Bréchet se reconvertit comme entraîneur. En 2019-2020, il est l'adjoint de l'équipe U17 de l'Olympique lyonnais. La saison suivante, il seconde Gueida Fofana à la tête de l'équipe réserve lyonnaise qui évolue en National 2.
Il rejoint le LOSC en juin 2024 comme entraîneur adjoint au côté du nouvel entraîneur principal Bruno Genesio.

## Statistiques

### En club
| Saison                | Club                   | Championnat           | Championnat | Championnat | Coupe nationale | Coupe nationale | Coupe de la Ligue | Coupe de la Ligue | Supercoupe | Supercoupe | Compétition(s) continentale(s) | Compétition(s) continentale(s) | Compétition(s) continentale(s) | France | France | Total | Total |
| Saison                | Club                   | Division              | M.          | B.          | M.              | B.              | M.                | B.                | M.         | B.         | Comp.                          | M.                             | B.                             | M.     | B.     | M.    | B.    |
| 1998-1999             | Olympique lyonnais     | Division 1            | 15          | 0           | 1               | 0               | 1                 | 0                 | -          | -          | C3                             | 1                              | 0                              | -      | -      | 18    | 0     |
| 1999-2000             | Olympique lyonnais     | Division 1            | 16          | 0           | 1               | 0               | -                 | -                 | -          | -          | C3                             | 4                              | 0                              | -      | -      | 21    | 0     |
| 2000-2001             | Olympique lyonnais     | Division 1            | 27          | 0           | 3               | 0               | 5                 | 0                 | -          | -          | C1                             | 14                             | 0                              | 1      | 0      | 50    | 0     |
| 2001-2002             | Olympique lyonnais     | Division 1            | 28          | 0           | 2               | 0               | 2                 | 0                 | -          | -          | C1+C3                          | 5+3                            | 0+0                            | -      | -      | 40    | 0     |
| 2002-2003             | Olympique lyonnais     | Ligue 1               | 31          | 0           | 1               | 0               | 2                 | 0                 | 1          | 0          | C1+C3                          | 6+1                            | 0+0                            | 2      | 0      | 44    | 0     |
| 2003-2004             | Inter Milan            | Serie A               | 9           | 0           | 2               | 0               | -                 | -                 | -          | -          | C1+C3                          | 2+1                            | 0+0                            | -      | -      | 14    | 0     |
| 2004-2005             | Real Sociedad          | Liga                  | 17          | 0           | -               | -               | -                 | -                 | -          | -          | -                              | -                              | -                              | -      | -      | 17    | 0     |
| 2005-2006             | Real Sociedad          | Liga                  | 3           | 0           | -               | -               | -                 | -                 | -          | -          | -                              | -                              | -                              | -      | -      | 3     | 0     |
| 2006-2007             | FC Sochaux-Montbéliard | Ligue 1               | 28          | 0           | 2               | 0               | 3                 | 0                 | -          | -          | -                              | -                              | -                              | -      | -      | 33    | 0     |
| 2007-2008             | FC Sochaux-Montbéliard | Ligue 1               | 21          | 2           | 3               | 0               | -                 | -                 | -          | -          | C3                             | -                              | -                              | -      | -      | 24    | 2     |
| 2008-2009             | PSV Eindhoven          | Eredivisie            | 27          | 1           | -               | -               | -                 | -                 | 1          | 0          | C1                             | 5                              | 0                              | -      | -      | 33    | 1     |
| 2009-2010             | FC Sochaux-Montbéliard | Ligue 1               | 33          | 2           | 3               | 0               | -                 | -                 | -          | -          | -                              | -                              | -                              | -      | -      | 36    | 2     |
| 2010-2011             | FC Sochaux-Montbéliard | Ligue 1               | 20          | 0           | 2               | 0               | 1                 | 0                 | -          | -          | -                              | -                              | -                              | -      | -      | 23    | 0     |
| 2011-2012             | FC Sochaux-Montbéliard | Ligue 1               | 4           | 0           | 1               | 0               | -                 | -                 | -          | -          | -                              | -                              | -                              | -      | -      | 5     | 0     |
| 2012-2013             | ES Troyes AC           | Ligue 1               | 24          | 2           | 3               | 1               | 1                 | 0                 | -          | -          | -                              | -                              | -                              | -      | -      | 28    | 3     |
| 2013-2014             | Girondins de Bordeaux  | Ligue 1               | 4           | 0           | 1               | 0               | -                 | -                 | -          | -          | C3                             | 5                              | 0                              | -      | -      | 10    | 0     |
| 2014-2015             | GFC Ajaccio            | Ligue 2               | 28          | 2           | -               | -               | -                 | -                 | -          | -          | -                              | -                              | -                              | -      | -      | 28    | 2     |
| 2015-2016             | GFC Ajaccio            | Ligue 1               | 23          | 0           | 3               | 0               | 1                 | 0                 | -          | -          | -                              | -                              | -                              | -      | -      | 27    | 0     |
| 2016-2017             | GFC Ajaccio            | Ligue 2               | 30          | 0           | 3               | 0               | -                 | -                 | -          | -          | -                              | -                              | -                              | -      | -      | 33    | 0     |
| 2017-2018             | GFC Ajaccio            | Ligue 2               | 9           | 0           | -               | -               | 1                 | 0                 | -          | -          | -                              | -                              | -                              | -      | -      | 10    | 0     |
| Total sur la carrière | Total sur la carrière  | Total sur la carrière | 397         | 9           | 31              | 1               | 17                | 0                 | 2          | 0          | -                              | 47                             | 0                              | 3      | 0      | 497   | 10    |

- 274 matchs et 6 buts en Division 1/Ligue 1
- 67 matchs et 2 buts en Division 2/Ligue 2
- 9 matchs en Serie A
- 20 matchs en Liga
- 27 matchs et 1 but en Eredivisie
- 32 matchs en Ligue des Champions
- 15 matchs en Coupe de l'UEFA/Ligue Europa

### Matchs internationaux
| Matchs internationaux de Jérémie Bréchet | Matchs internationaux de Jérémie Bréchet | Matchs internationaux de Jérémie Bréchet | Matchs internationaux de Jérémie Bréchet | Matchs internationaux de Jérémie Bréchet | Matchs internationaux de Jérémie Bréchet         | Matchs internationaux de Jérémie Bréchet                    |
| #                                        | Date                                     | Lieu                                     | Adversaire                               | Résultat                                 | Compétition                                      | Notes                                                       |
| ---------------------------------------- | ---------------------------------------- | ---------------------------------------- | ---------------------------------------- | ---------------------------------------- | ------------------------------------------------ | ----------------------------------------------------------- |
| 1                                        | 1er juin 2001                            | Stade de Daegu, Daegu, Corée du Sud      | Australie                                | D 0 - 1                                  | Premier tour de la Coupe des confédérations 2001 | Titulaire.                                                  |
| 2                                        | 21 août 2002                             | Stade du 7 Novembre, Radès, Tunisie      | Tunisie                                  | N 1 - 1                                  | Match amical                                     | Entre en jeu à la place de Vincent Candela à la 64e minute. |
| 3                                        | 20 novembre 2002                         | Stade de France, Saint-Denis, France     | RF Yougoslavie                           | V 3 - 0                                  | Match amical                                     | Titulaire, remplacé par Mikaël Silvestre à la 14e minute.   |

## Palmarès

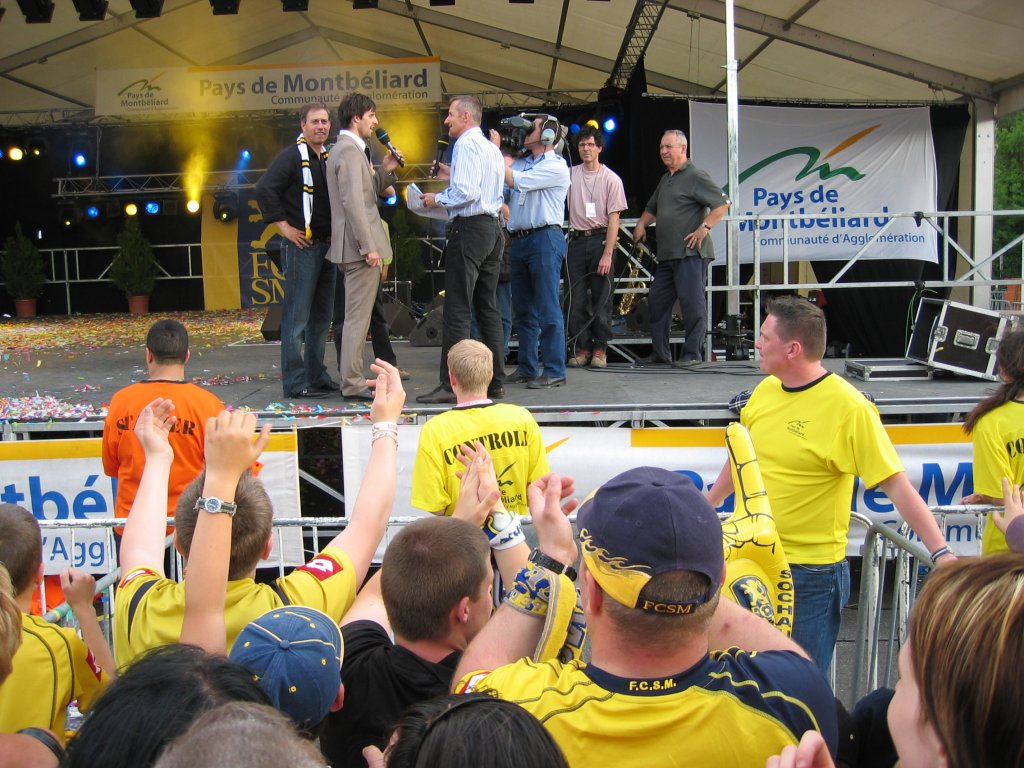
Jérémie Bréchet devant l'entraîneur Alain Perrin au micro d'un journaliste pour la victoire de Coupe de France de football 2006-2007 du FC Sochaux.

### En club
- Champion de France en 2002 et en 2003 avec l'Olympique lyonnais
- Vainqueur de la Coupe de France en 2007 avec le FC Sochaux
- Vainqueur de la Coupe de la Ligue en 2001 avec l'Olympique lyonnais
- Vainqueur du Trophée des Champions en 2002 avec l'Olympique lyonnais
- Vainqueur de la Supercoupe des Pays-Bas en 2008 avec le PSV Eindhoven
- Vice-champion de France en 2001 avec l'Olympique lyonnais

### En sélection nationale
- 3 sélections entre 2001 et 2003
- Vainqueur de la Coupe des Confédérations en 2001
- Finaliste du Championnat d'Europe des Nations Espoirs en 2002
- Finaliste du Championnat d'Europe des moins de 16 ans en 1996

## Repères
- 1er match en Division 1 : Lyon - Lens (3-1), le 19 septembre 1998
- 1re sélection : Australie - France à Daegu (1-0), le 1er juin 2001